# Jean-Marie Arnoux
Pour les articles homonymes, voir Arnoux.
Jean-Marie Arnoux, né le 8 février 1931 à Paris et mort le 3 octobre 1992 à Suresnes, est un acteur français.
Il fut, comme Henri Attal ou Dominique Zardi, l'un des acteurs fétiches de Claude Chabrol.

## Filmographie sélective

### Cinéma
- 1958 : Le Signe du Lion d'Éric Rohmer
- 1959 : Les Cousins de Claude Chabrol
- 1960 : Les Bonnes Femmes de Claude Chabrol
- 1961 : Les Godelureaux de Claude Chabrol
- 1962 : Ophélia de Claude Chabrol
- 1963 : Landru de Claude Chabrol
- 1965 : Quand passent les faisans d'Édouard Molinaro
- 1966 : La Ligne de démarcation de Claude Chabrol
- 1968 : La Femme infidèle de Claude Chabrol
- 1970 : Et qu'ça saute ! de Guy Lefranc
- 1970 : Ils de Jean-Daniel Simon
- 1971 : Un cave de Gilles Grangier
- 1971 : Les Petites Filles modèles de Jean-Claude Roy
- 1971 : La Maffia du plaisir de Jean-Claude Roy
- 1971 : Juste avant la nuit de Claude Chabrol
- 1972 : L'Insolent de Jean-Claude Roy
- 1973 : Nada de Claude Chabrol
- 1975 : Folies bourgeoises de Claude Chabrol
- 1976 : Dracula père et fils d'Édouard Molinaro
- 1977 : Monsieur Papa de Philippe Monnier
- 1978 : Violette Nozière de Claude Chabrol
- 1978 : Brigade mondaine de Jacques Scandelari
- 1979 : Cause toujours... tu m'intéresses ! d'Édouard Molinaro
- 1984 : Le Sang des autres de Claude Chabrol
- 1985 : Poulet au vinaigre de Claude Chabrol
- 1991 : Madame Bovary de Claude Chabrol

### Télévision
- 1968 : Les Cinq Dernières Minutes, épisode Tarif de nuit de Guy Séligmann
- 1969 : Les Enquêtes du commissaire Maigret de René Lucot, épisode : L'Ombre chinoise : Le barman
- 1971 : Les Enquêtes du commissaire Maigret de Claude Barma, épisode : Maigret et le fantôme : Le serveur
- 1972 : La Mort d'un champion d'Abder Isker
- 1978 : Claudine s'en va de Édouard Molinaro : Le réceptionniste
- 1978 : Médecins de nuit de Nicolas Ribowski, épisode : Alpha (série)
- 1979 : Les Quatre Cents Coups de Virginie de Bernard Queysanne
- 1980 : Petit déjeuner compris - Feuilleton en 6 épisodes de 52 min - de Michel Berny : Un agent de Police
- 1980 : Julien Fontanes, magistrat - épisode : Les mauvais chiens de Guy Lefranc
- 1981 : Au bon beurre de Édouard Molinaro - épisode #1.1 - Le brigadier route de campagne
- 1988 : Les Dossiers secrets de l'inspecteur Lavardin - téléfilm : L'Escargot noir de Claude Chabrol : Jérôme

## Théâtre
- 1983 : Les affaires sont les affaires d'Octave Mirbeau, mise en scène Pierre Dux, Théâtre Renaud-Barrault